# Cale metabolică
În biochimie, o cale metabolică este o serie de reacții chimice care au loc într-o celulă. Într-o cale metabolică, un metabolit este modificat prin o cascadă de reacții chimice. Aceste reacții sunt catalizate de enzime, unde produsul chimic al unei enzime reprezintă substratul următoarei.:26 Aceste enzime au deseori nevoie de minerale,  vitamine și alți cofactori pentru a funcționa corect.
Diferitele căi metabolice se desfășoară, în cazul celulei eucariote, într-o anumită locație celulară, în funcție de importanța pe care procesele o prezintă în metabolismul corespunzător. De exemplu, căile specifice metabolismului energetic, precum sunt lanțul transportor de electroni și fosforilarea oxidativă, au loc doar la nivelul membranei mitocondriale.:73, 74 & 109 Pe de altă parte, procese precum glicoliza, calea pentozo-fosfat și biosinteza acizilor grași au loc la nivelul citosolului celular.:441–442
Căile metabolice sunt esențiale pentru menținerea homeostazei unui organism, iar fluxul metaboliților într-o cale metabolică depinde de nevoile unei celule și de abundența substratului.
Produsul final al unei căi metabolice poate fi folosit imediat sau poate fi păstrat pentru folosirea ulterioară. Metabolismul unei celule constă dintr-o rețea amplă de căi metabolice interconectate, care facilitează anabolismul și catabolismul.